# Hypo Niederösterreich
Hypo Niederösterreich (Hypo NÖ) är en damhandbollsklubb från Maria Enzersdorf i Österrike, grundad 1972. Klubben är en av de mest framgångsrika i Europacupen/Champions League genom tiderna, med totalt åtta titlar (1989, 1990, 1992, 1993, 1994, 1995, 1998 och 2000).

## Spelare i urval
- Sabine Englert (2007–2009)
- Ausra Fridrikas (1993–2000)
- Mia Hermansson Högdahl (1992–1996)
- Tanja Logvin (1997–2003, 2004–2006)
- Jasna Merdan-Kolar (1984–1993)
- Alexandra do Nascimento (2003–2014)
- Oh Seong-ok (2006–2010)
- Tímea Tóth (2007–2009)